# Windorah
Windorah es un pequeño poblado en Queensland, Australia, con una población estimada de 158 habitantes según el censo de 2011.

## Clima
Windorah es diversa en muchos aspectos:
- Temperatura - máximos en el enfoque de verano de 50 °C, las mínimas en invierno son inferiores a 0 °C
- Precipitación - registraron las caídas más bajo de entre 86 mm y alta de 988 mm para un año
- Otro Tiempo - 25 heladas por la mañana en 1977, 10 tormentas de polvo en 1987 y 4 de las tormentas de granizo en 1985,
- Paisaje - afloramientos rocosos, dunas de arena múltiples y llanuras de inundación negro del suelo constituyen la mayor parte de la zona circundante
- Abastecimiento de agua - por lo general ni la hambruna o inundación, durante un año húmedo el Cooper puede inundar más de media docena de veces, durante la estación seca se convierte en una cadena de pozos de agua.